# باشگاه فوتبال هودسدون تاون
باشگاه فوتبال هودسدون تاون (به انگلیسی: Hoddesdon Town Football Club) یک باشگاه فوتبال در شهر هودسدون، کشور انگلستان است که در سال ۱۸۷۹ میلادی تأسیس شده‌است.